# Вулька-Ліґензовська
Вулька-Ліґензовська (пол. Wólka Ligęzowska) — село в Польщі, у гміні Нове-Място-над-Пилицею Груєцького повіту Мазовецького воєводства.
Населення — 50 осіб (2011).
У 1975-1998 роках село належало до Радомського воєводства.

## Демографія
Демографічна структура станом на 31 березня 2011 року:
|          | Загалом | Допрацездатний вік | Працездатний вік | Постпрацездатний вік |
| -------- | ------- | ------------------ | ---------------- | -------------------- |
| Чоловіки | 24      | 4                  | 19               | 1                    |
| Жінки    | 26      | 3                  | 11               | 12                   |
| Разом    | 50      | 7                  | 30               | 13                   |